# Boole (cràter)
Boole és un cràter lunar situat al llarg del limb nord-oest de la Lluna, al nord-oest del cràter Gerard. En aquesta ubicació s'albira gairebé de costat, presentant una forma molt oblonga deguda a la perspectiva. La formació del cràter és gairebé circular, així i tot, amb una paret interior ampla, gastada i arrodonida a causa d'impactes subsegüents. Deu el seu nom al matemàtic britànic George Boole.
Al nord de Boole es troba el cràter Cremona, i al sud-oest estan situats Paneth i Smoluchowski.

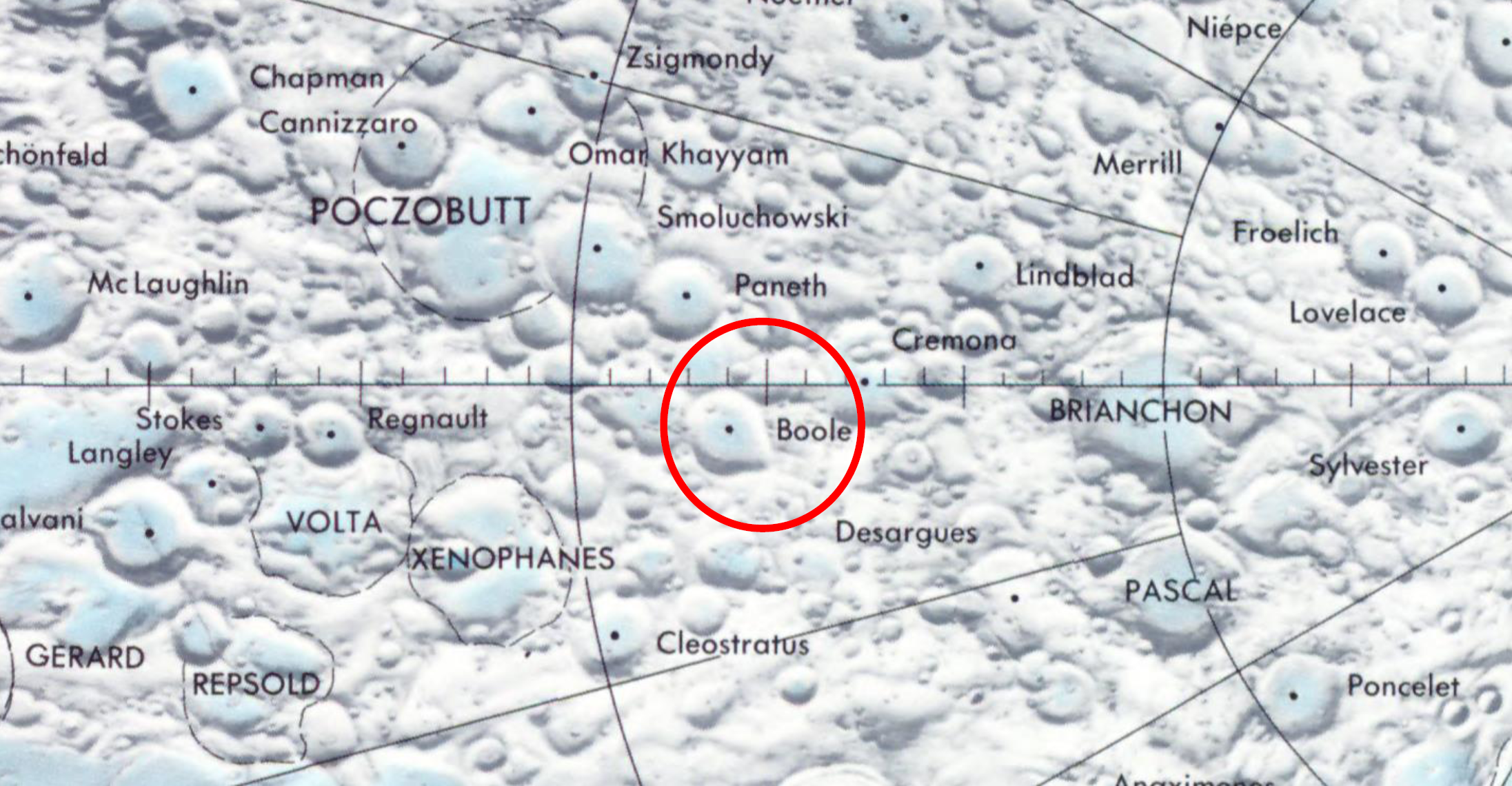
Cràter Boole. Detall del plànol lunar de la NASA

El cràter satèl·lit Boole I (erosionat i una mica distorsionat) està unit al brocal del sud del cràter principal, formant una vall a cavall entre les dues formacions. La plataforma interior del cràter Boole és relativament plana, marcada només per minúsculs impactes. Hi ha una petit cràter proper al brocal sud-oest, i un altre cràter minúscul al llarg de la paret interior occidental.

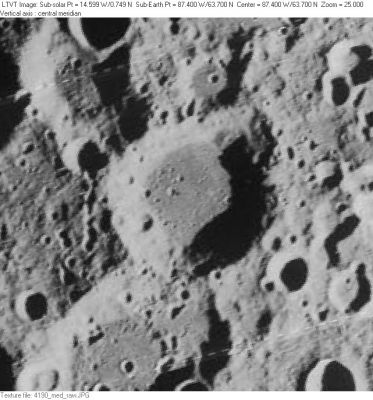
Cràter Boole fotografiat per la missió Lunar Orbiter-IV

La superfície al llarg de la cara occidental de Boole està picada per una multitud de petits cràters que discorren en adreça nord cap a Brianchon. Una seqüència d'aquests impactes forma una cadena de cràters, a prop el brocal occidental de Boole.

## Cràters satèl·lit
Per convenció aquests elements s'identifiquen als mapes lunars mitjançant una lletra rotulada al centre del cràter.
|       | \| Boole \| Coordenadas \| Diámetro \| \| ----- \| ------------------------------------ \| -------- \| \| A \| 63° 36′ N, 80° 36′ O / 63.6°N,80.6°O \| 56 km \| \| B \| 63° 36′ N, 77° 18′ O / 63.6°N,77.3°O \| 9 km \| \| C \| 65° 24′ N, 82° 30′ O / 65.4°N,82.5°O \| 18 km \| \| D \| 64° 00′ N, 83° 30′ O / 64.0°N,83.5°O \| 10 km \| \| E \| 62° 54′ N, 84° 36′ O / 62.9°N,84.6°O \| 16 km \| \| F \| 64° 12′ N, 79° 24′ O / 64.2°N,79.4°O \| 34 km \| \| G \| 64° 48′ N, 90° 54′ O / 64.8°N,90.9°O \| 41 km \| \| H \| 61° 36′ N, 88° 54′ O / 61.6°N,88.9°O \| 75 km \| \| R \| 64° 24′ N, 78° 00′ O / 64.4°N,78.0°O \| 13 km \| |          |
| Boole | Coordenadas | Diámetro |
| A     | 63° 36′ N, 80° 36′ O / 63.6°N,80.6°O | 56 km    |
| B     | 63° 36′ N, 77° 18′ O / 63.6°N,77.3°O | 9 km     |
| C     | 65° 24′ N, 82° 30′ O / 65.4°N,82.5°O | 18 km    |
| D     | 64° 00′ N, 83° 30′ O / 64.0°N,83.5°O | 10 km    |
| E     | 62° 54′ N, 84° 36′ O / 62.9°N,84.6°O | 16 km    |
| F     | 64° 12′ N, 79° 24′ O / 64.2°N,79.4°O | 34 km    |
| G     | 64° 48′ N, 90° 54′ O / 64.8°N,90.9°O | 41 km    |
| H     | 61° 36′ N, 88° 54′ O / 61.6°N,88.9°O | 75 km    |
| R     | 64° 24′ N, 78° 00′ O / 64.4°N,78.0°O | 13 km    |

Per convenció aquests elements s'identifiquen en els mapes lunars mitjançant una lletra retolada al centre del cràter.

### Altres referències
- (WGPSN), IAU Working Group for Planetary System Nomenclature. «Gazetteer of Planetary Nomenclature. 1:1 Million-Scale Maps of the Moon» (en anglès).  UAI / USGS, 13-02-2013. [Consulta: 6 abril 2016].
- Andersson, L. E.; Whitaker, E. A.,. NASA Catalogue of Lunar Nomenclature (en anglès).  NASA RP-1097, 1982.
- Blue, Jennifer. «Gazetteer of Planetary Nomenclature» (en anglès).  USGS, 25-07-2007. [Consulta: 2 gener 2012].
- Bussey, B.; Spudis, P.. The Clementine Atlas of the Moon (en anglès).  Nueva York: Cambridge University Press, 2004. ISBN 0-521-81528-2.
- Cocks, Elijah E.; Cocks, Josiah C.. Who's Who on the Moon: A Biographical Dictionary of Lunar Nomenclature (en anglès).  Tudor Publishers, 1995. ISBN 0-936389-27-3.
- McDowell, Jonathan. «Lunar Nomenclature» (en anglès).   Jonathan's Space Report, 15-07-2007. [Consulta: 2 gener 2012].
- Menzel, D. H.; Minnaert, M.; Levin, B.; Dollfus, A.; Bell, B. «Report on Lunar Nomenclature by The Working Group of Commission 17 of the IAU» (en anglès). Space Science Reviews, 12, 1971, pàg. 136.
- Moore, Patrick. On the Moon (en anglès).  Sterling Publishing Co, 2001. ISBN 0-304-35469-4.
- Price, Fred W. The Moon Observer's Handbook (en anglès).  Cambridge University Press, 1988. ISBN 0521335000.
- Rükl, Antonín. Atlas of the Moon (en anglès).  Kalmbach Books, 1990. ISBN 0-913135-17-8.
- Webb, Rev. T. W.. Celestial Objects for Common Telescopes, 6ª edición revisada (en anglès).  Dover, 1962. ISBN 0-486-20917-2.
- Whitaker, Ewen A. Mapping and Naming the Moon (en anglès).  Cambridge University Press, 2003. 978-0-521-54414-6.
- Wlasuk, Peter T. Observing the Moon (en anglès).  Springer, 2000. ISBN 1-85233-193-3.